# Lou Bennett
Jean-Louis Benoît dit Lou Bennett (né le 18 mai 1926 à Philadelphie en Pennsylvanie et mort le 10 février 1997 à Le Chesnay dans les Yvelines) est un organiste de jazz.
Il joue régulièrement du piano dans plusieurs établissements de Baltimore jusqu'en 1956 et ne décide de se consacrer à l'orgue qu'après avoir entendu la musique de Jimmy Smith.
Il débarque au Havre le 21 juin 1960 pour commencer sa carrière européenne, et ne retourne qu'une fois en Amérique, à l'occasion du Newport Jazz Festival de 1964. 

## Enregistrements
- 1960 : Amen (RCA)
- 1960 : Dansez et rêvez avec le trio Lou Bennett (RCA Victor)
- 1963 : Enfin ! (RCA)
- 1965 : Pentacostal feeling (Philips)
- 1966 : Ovzeni Jazzohevo Festivalu 1966
- 1980 : Live At The Club St Germain
- 1984 : Blue Lou's blues
- 1993 : Now hear my meaning